# Століття Якова (мінісеріал)
«Століття Якова» — український історичний мінісеріал з 4-х серій, створений телеканалом «1+1», екранізація однойменного роману українського письменника Володимира Лиса. Роман, за мотивами якого була відзнята картина, є лауреатом української премії «Коронація слова».

## Сюжет
Не кожному щастить дожити до свого вікового ювілею. Головному герою, простому українському селянинові, довелося усього побачити на своєму довгому віку – і доброго, і такого, про що лише мріяти можна. А ще на його долю випало таке, чого й ворогові не побажаєш… Фільм – це надзвичайно хвилююча романтична драма кохання сільського парубка Якова, що розпочалася ще під час польського володарювання на Заході України і тривала до наших днів, основана на справжніх подіях, правдивій історії. 

### Частина перша. «Уляна»
У селі Загоряни з'являється дівчина Олена. Вона заходить до хати столітнього діда — Якова Меха. Дівчині стає погано, виявляється, що у неї ломка від наркотиків. Дід вирішує прихистити наркоманку. За своє столітнє життя волинський селянин пережив кохання, війну, втрати — він не судить людей. Дівчина змушує Якова пригадати свою далеку молодість. З дитинства він був закоханий в Уляну, проте батьки вирішили видати її заміж за хлопця із заможної родини. Та їхнє кохання не минулося безслідно. Не в силах повернути кохану, Яків їде із села та вступає до Війська Польського.

### Частина друга. «Зося»
Оля погрожує вигнати приблуду-наркоманку, яка оселилася у діда Якова. Дівчина знайшла у хаті альбом старих фотографій та побачила на світлинах гарну панянку. І змусила діда пригадати події 1935 року, коли він познайомився із польською шляхтянкою Зосею. Через своє захоплення Яків знову втрапив у неприємності. Та ця жінка вирішила стати його долею. Після прохання Якова покласти фотоальбом на місце Олена кидає його.

### Частина третя. «Війна»
Правнук Якова Валік зібрався добровольцем на війну. Дід подарував йому оберіг, з яким сам колись пройшов Другу світову. Медальйон Якову передав колишній чоловік Зосі у німецькому полоні. Тиміш, брата якого забили поляки у в'язниці, пішов до націоналістичного підпілля, боротися з поляками. Батько Тимоша загинув. З полону Мех повернувся додому, та у Загорянах вже була нова — радянська влада. Люди почали зникати. Поляки хотіли спалити живцем людей в храмі. Яків і Зося переконали їх не спалювати їх і врятували людей. Тимоша заарештували за листівки, які він мав вдома. Німеччина напала на Радянський Союз, енкаведисти, тікаючи вирішили без суду розстріляти Тимоша та інших в'язнів.

### Частина четверта. «Фінал»
По Олену приїхав Ростислав. Він називається її «хазяїном». Дівчина винна йому гроші. Дід пообіцяв віддати йому борг замість Оленки і повів Ростика до водоймища, де у молодості закопав зброю. Дід розриває «скарб» і вбиває Ростислава… У далекому 1945 після втечі з німецького концтабору Якова рятують і він потрапляє до радянського шпиталю, вилікувавшись, повертається додому. У Загорянах знову радянська влада. Мех записується до колгоспу. Тиміш переховується у лісі, а Уляна у повстанців за зв'язкову. Якось вона занедужала та попросила Якова віднести послання замість неї. У цю ніч, коли Яків йде до лісу, нібито «Бандерівці» вчиняють страшне вбивство у селі: вбивають жінку і дітей Якова, живою залишається лише Ольга. Це вбивство вчинили місцеві посіпаки НКВС. Ольга по голосу впізнає одного із них — давнього батькового товариша по службі, Романа. Яків мститься за вбивство сім'ї…
Далі біля могили Зосі на кладовищі до Меха приходить Уляна. Вона тільки-но вийшла з радянської тюрми. Вони довго говорять…
Вже у наші дні пан Яків Мех святкує своє сторіччя! На його день народження повертається його правнук з війни і приїжджають усі його родичі. Його дочка Ольга нарешті називає його татом. Фільм завершується тим, що дід Яків озирається на Улянчину сусідську хату і 
згадує своїх Зосю та Уляну…
Тож, «Століття Якова» — це адаптований серіал про історію волинського селянина на тлі історії цілої країни, посеред епох, подій і течій минулого й сучасного. В основі сюжету драматичні події життя Якова, пов'язані з кровопролитною війною, німецькими та радянськими окупантами, польською армією Крайовою, польсько-українськими міжусобицями, українськими партизанами, УПА. Але головний герой хотів лише одного — жити. Обробляти рідну землю, ростити любих дітей і кохати…

## Виробництво
Зйомки фільму відбувалися навколо Києва, у Бориспільському та Макарівському районах.
У фільмі звучать пісні «Океану Ельзи» «Не йди» та Христини Соловій «Під облачком».

## Актори
| Роль                          | Актор / Акторка     | Примітка                                          |
| ----------------------------- | ------------------- | ------------------------------------------------- |
| Яків Платонович Мех (молодий) | Роман Луцький       | головний герой                                    |
| Яків Платонович Мех (літній)  | Станіслав Боклан    | головний герой, селянин, що прожив 100 років      |
| Уляна (молода)                | Ганна Топчій        | кохана Якова, дружина Тимка                       |
| Уляна (літня)                 | Наталя Доля         | кохана Якова, дружина Тимка                       |
| Тиміш                         | Олександр Печериця  | чоловік Уляни. За радянської влади йде у підпілля |
| Зося Мех                      | Людмила Загорська   | дружина Якова, польська шляхтянка                 |
| Ольга                         | Тамара Морозова     | дочка Зосі, прийомна дочка Якова                  |
| Оленка                        | Наталка Денисенко   | дівчина, що приходить до хати Якова               |
| Роман                         | Олександр Попов     | давній товариш по службі Якова, вбивця його сім'ї |
| Свекор Уляни                  | Олег Примогенов     |                                                   |
| Кшиштоф                       | Андрій Самінін      | колишній чоловік Зосі                             |
| Ростислав                     | Олексій Череватенко | великий ділок                                     |

## Відгуки
Автор роману «Століття Якова» Володимир Лис у своєму відгуці про фільм зазначив, що у фільмі спрощено багато сюжетних ліній, хоча він є динамічним. Також він зауважив, що у фільмі зникло використання діалекту Західного Полісся, а також церква не схожа на поліську — тоді як на Поліссі церкви фарбували, храм у фільмі дерев'яний. Автор відзначив, що фільм його зацікавив, хоча деякі сцени змінені, а також що виконавець головної ролі Станіслав Боклан вже можливо досяг плану Ступки.